# Liardo (moneda)
El liardo (en francés, liard; oord en neerlandés) fue una moneda de plata antigua del Delfinado de Francia, del siglo XV, en la Baja Navarra y en los Países Bajos. Esteban Terreros la definía así: «Liardo, moneda que vale cosa de un ochavo, o dos maravedís, y según Dyche Dicc. de Artes, etc., tres dineros.»

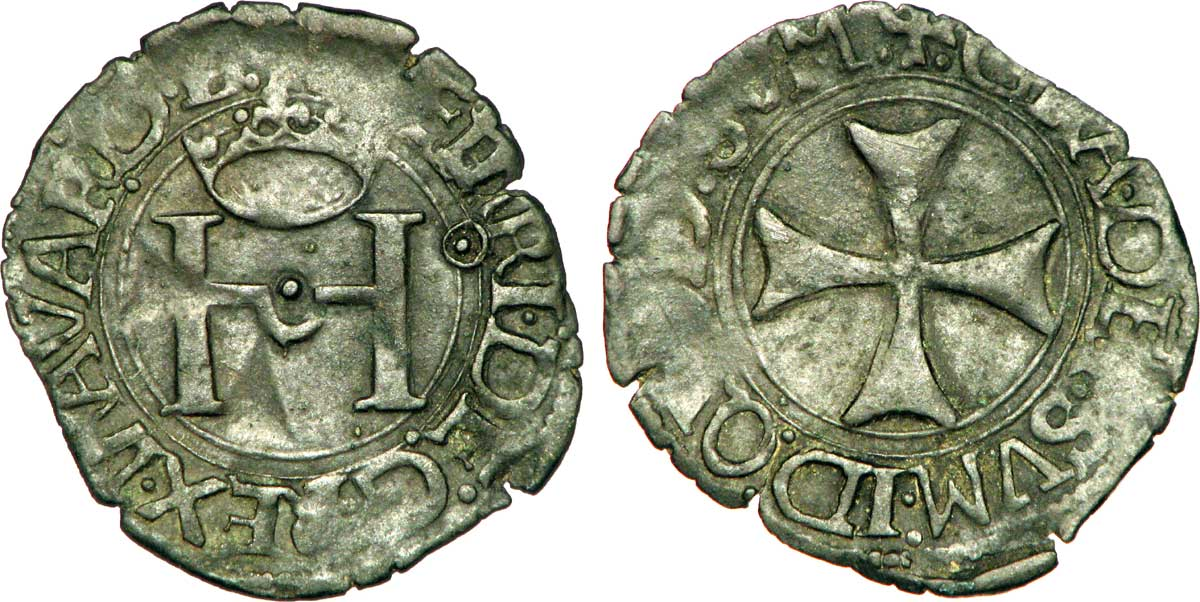
Liardo acuñado durante el reinado de Enrique II de Navarra (c. 1541).

## Historia

### Francia y Baja Navarra-Bearne
Se conoce como liardo a la moneda de Francia, desde 1383, durante el reinado de Carlos VI de Francia. Estaba hecha de vellón, una aleación de cobre y plata, y desde 1654 de cobre. Los últimos datos señalan que en 1792 cayó en desuso, y en 1856 se eliminó como moneda. En la época, un liard valía tres dineros, o una cuarta parte de 5 céntimos de franco.
En el territorio independiente del Reino de Navarra (Baja Navarra y vizcondado de Bearne), a imitación de la moneda francesa se acuñan durante el siglo XVI liardos con el escudo de Navarra o con cruces patadas.

### Países Bajos
También fue una moneda creada para los Países Bajos por Carlos V. Tenía el valor de medio gros de doce mitas.
Posteriormente, ya con Felipe II, el liardo pasa a ser una moneda de cobre para uso en los Países Bajos Españoles. El primer liardo que localizamos, se remonta a 1574 en el condado de Holanda, tras la isurrección, aunque a nombre de Felipe II con la leyenda PHS• D:G• HISP• Z• REX• COMES• HO• (H.v.G:263-11) con la denominación liardo neerlandés que equivale a un cuarto de patard o stuiver (moneda de plata) o a 12 mitas.

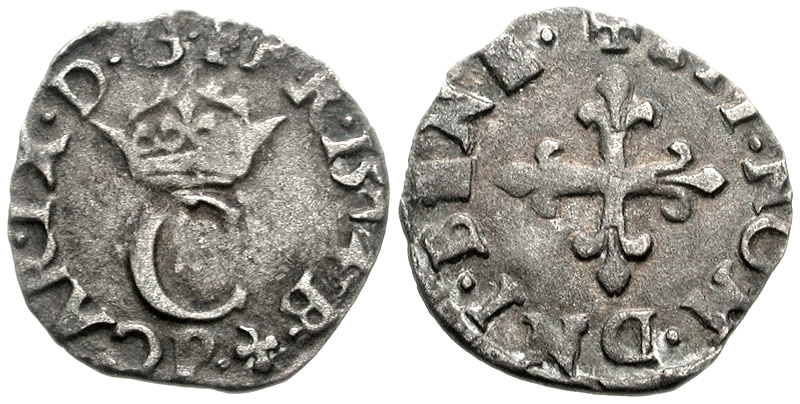
Liardo de Carlos IX de Francia (1574).

Le siguen en fecha a partir de 1578 los de los estados: Brabante, Güeldres, Flandes, Artois, Tournai y otros, todos ellos con el busto de rey.
También en fechas posteriores se acuñaron liardos en vellón pobre (104‰) pero en muy poca cantidad (25.645 piezas) en las cecas de Brabante y Gueldres.
El 13 de noviembre de 1687 se definían las condiciones para sustituir los antiguos liardos con los nuevos. La influencia en las zonas limítrofes con Francia de la moneda francesa que circulaba por estos territorios llevó a Carlos II en 1690 a adoptar disposiciones particulares:

«Para que las ciudades y plazas distantes no puedan quejarse de la ausencia de nuevos liardos, diciendo que no saben cómo tenerlas a mano en breve […] queremos y mandamos que cada Magistrado reúna un fondo preparando una cantidad importante de buena moneda que tenga el curso indicado en la ley, eligiendo la cantidad que crea necesaria, con el fin de que gracias a esta moneda el maestro particular de la casa de moneda de nuestra ciudad de Bruselas le pueda suministrar un valor equivalente en los nuevos liardos»
Carlos II de España